# Jocurile Olimpice de iarnă din 1956
A VII-a ediție a Jocurilor Olimpice de iarnă s-a desfășurat la Cortina d'Ampezzo, Italia.

## Organizare
- Orașe candidate: Colorado Springs (SUA), Lake Placid (SUA) și Montréal (Canada).
- A fost prima dată când Jocurile au avut loc în Italia.
- URSS-ul a participat pentru prima dată la Jocurile Olimpice de iarnă și a dominat clasamentul.

## Evenimente marcante
- Schiorul austriac Toni Sailer a câștigat toate cele trei probe de schi alpin (coborâre, slalom uriaș, slalom special) pentru prima oară în istoria Jocurilor.

## Sporturi
- Bob
- Combinata nordică
- Hochei pe gheață
- Patinaj artistic
- Patinaj viteză
- Sărituri cu schiurile
- Schi alpin
- Schi fond

## Clasament pe medalii
Legendă
      Țara gazdă
| Loc   | CON                                | Aur | Argint | Bronz | Total |
| ----- | ---------------------------------- | --- | ------ | ----- | ----- |
| 1     | Uniunea Sovietică (URS)            | 7   | 3      | 6     | 16    |
| 2     | Austria (AUT)                      | 4   | 3      | 4     | 11    |
| 3     | Finlanda (FIN)                     | 3   | 3      | 1     | 7     |
| 4     | Elveția (SUI)                      | 3   | 2      | 1     | 6     |
| 5     | Suedia (SWE)                       | 2   | 4      | 4     | 10    |
| 6     | Statele Unite ale Americii (USA)   | 2   | 3      | 2     | 7     |
| 7     | Norvegia (NOR)                     | 2   | 1      | 1     | 4     |
| 8     | Italia (ITA)                       | 1   | 2      | 0     | 3     |
| 9     | Echipa Unificată a Germaniei (EUA) | 1   | 0      | 1     | 2     |
| 10    | Canada (CAN)                       | 0   | 1      | 2     | 3     |
| 11    | Japonia (JPN)                      | 0   | 1      | 0     | 1     |
| 12    | Ungaria (HUN)                      | 0   | 0      | 1     | 1     |
| 12    | Polonia (POL)                      | 0   | 0      | 1     | 1     |
| Total | Total                              | 25  | 23     | 24    | 72    |

## România la JO 1956
România a participat cu o delegație de 21 de sportivi și nu a obținut nici un punct.
Cel mai bun rezultat:
- Locul 14 în proba de bob.